# Football aux Jeux panaméricains de 2019
Navigation
Édition précédente Édition suivante
Les épreuves de football des Jeux panaméricains de 2019 se disputent du 28 juillet au 10 août 2019 à Lima, capitale du Pérou. Deux épreuves figurent au programme, une masculine (réservée aux équipes de moins de 22 ans) et une féminine (sans restriction d’âge).

## Format
Pour ces jeux, le format retenu est le suivant : les équipes sont réparties en deux groupes ; les deux équipes classées première et deuxième de chaque groupe se qualifient pour les demi-finales et poursuivent en un tournoi à élimination directe. Un match pour la troisième place est prévu. Notons que des matchs pour les cinquième et sixième places sont également prévus.

## Site des compétitions
L'ensemble des rencontres se déroule à l'Estadio San Marcos.

## Équipes participantes

### Hommes
Huit équipes sont qualifiées :
- quatre représentant la CONMEBOL (les trois équipes les mieux classées lors du championnat U20 de la CONMEBOL de 2019 plus le Pérou qualifié d’office).
- quatre émanant de la CONCACAF (les meilleures équipes de chaque sous-région de la CONCACAF - Amérique du Nord, Amérique centrale et Caraïbes - classées lors du championnat U20 de la CONCACAF de 2018 plus une équipe désignée par la CONCACAF) [note 2].

### Femmes
Huit équipes sont qualifiées :
- quatre représentant la CONMEBOL (les trois équipes classées de la 3e à la 5e place lors de la Copa América féminine 2018 plus le Pérou qualifié d’office).
- quatre émanant de la CONCACAF (les meilleures équipes de chaque sous-région de la CONCACAF - Amérique du Nord, Amérique centrale et Caraïbes - classées lors du Championnat féminin de la CONCACAF 2018 plus une équipe désignée par la CONCACAF) [note 3].

| Hommes    | Femmes     |
| --------- | ---------- |
| Argentine | Argentine  |
| Équateur  | Colombie   |
| Honduras  | Costa Rica |
| Jamaïque  | Jamaïque   |
| Mexique   | Mexique    |
| Panama    | Panama     |
| Pérou     | Paraguay   |
| Uruguay   | Pérou      |

## Épreuve masculine

### Premier tour
Au premier tour, les équipes participantes sont réparties en deux groupes de quatre équipes. Chaque groupe se dispute sous la forme d'un championnat. Dans chaque groupe, chaque équipe joue un match contre ses trois adversaires. Les deux premières équipes de chaque poule se qualifient pour les demi-finales, les autres sont éliminées. Le classement des groupes utilise un système de points, où les points suivants sont attribués à chaque match joué :
- 3 points pour un match gagné;
- 1 point pour un match nul;
- 0 point pour un match perdu.

#### Groupe A
| Rang | Équipe    | Pts | J | G | N | P | Bp | Bc | Diff |  | Résultats (▼ dom., ► ext.) |  |     |     |     |
| ---- | --------- | --- | - | - | - | - | -- | -- | ---- |  | -------------------------- |  | --- | --- | --- |
| 1    | Mexique   | 7   | 3 | 2 | 1 | 0 | 4  | 1  | +3   |  | Mexique                    |  | 2-1 | 0-0 | 2-0 |
| 2    | Argentine | 6   | 3 | 2 | 0 | 1 | 7  | 5  | +2   |  | Argentine                  |  |     | 3-1 | 3-2 |
| 3    | Panama    | 2   | 3 | 0 | 2 | 1 | 2  | 4  | -2   |  | Panama                     |  |     |     | 1-1 |
| 4    | Équateur  | 1   | 3 | 0 | 1 | 2 | 3  | 6  | -3   |  | Équateur                   |  |     |     |     |

#### Groupe B
| Rang | Équipe   | Pts | J | G | N | P | Bp | Bc | Diff |  | Résultats (▼ dom., ► ext.) |  |     |     |     |
| ---- | -------- | --- | - | - | - | - | -- | -- | ---- |  | -------------------------- |  | --- | --- | --- |
| 1    | Uruguay  | 9   | 3 | 3 | 0 | 0 | 7  | 0  | +7   |  | Uruguay                    |  | 3-0 | 2-0 | 2-0 |
| 2    | Honduras | 4   | 3 | 1 | 1 | 1 | 5  | 6  | -1   |  | Honduras                   |  |     | 3-1 | 2-2 |
| 3    | Jamaïque | 3   | 3 | 1 | 0 | 2 | 3  | 5  | -2   |  | Jamaïque                   |  |     |     | 2-0 |
| 4    | Pérou    | 1   | 3 | 0 | 1 | 2 | 2  | 6  | -4   |  | Pérou                      |  |     |     |     |

### Matchs de classement

#### Match pour la5eplace
| Date   | Équipe 1 | Résultat | Équipe 2 |
| ------ | -------- | -------- | -------- |
| 7 août | Panama   | 4-0      | Jamaïque |

#### Match pour la7eplace
| Date   | Équipe 1 | Résultat       | Équipe 2 |
| ------ | -------- | -------------- | -------- |
| 7 août | Équateur | 1 (2)-1 (4)tab | Pérou    |

### Phase à élimination directe
|  | Demi-finales | Demi-finales |                        |   | Finale  | Finale  |
|  | Demi-finales | Demi-finales |                        |   | Finale  | Finale  |
|  |              |              |                        |   |         |         |
|  | 7 août       | 7 août       |                        |   | 10 août | 10 août |
|  | 7 août       | 7 août       |                        |   | 10 août | 10 août |
|  | Mexique      | 1 (2)        |                        |   | 10 août | 10 août |
|  | Mexique      | 1 (2)        |                        |   | 10 août | 10 août |
|  | Honduras     | 1 (4)tab     |                        |   | 10 août | 10 août |
|  | Honduras     | 1 (4)tab     | Honduras               | 1 |         |         |
|  | 7 août       |              | Honduras               | 1 |         |         |
|  |              | Argentine    | 4                      |   |         |         |
|  | Uruguay      | Argentine    | 4                      | 0 |         |         |
|  | Uruguay      |              |                        | 0 |         |         |
|  | Argentine    | 3            |                        |   |         |         |
|  | Argentine    | 3            | Match pour la 3e place |   |         |         |
|  |              |              |                        |   |         |         |
|  | 10 août      |              |                        |   |         |         |
|  |              |              |                        |   |         |         |
|  | Mexique      | 1            |                        |   |         |         |
|  | Mexique      | 1            |                        |   |         |         |
|  | Uruguay      | 0            |                        |   |         |         |
|  | Uruguay      | 0            |                        |   |         |         |

## Épreuve féminine

### Premier tour
Le format est identique à celui de l'épreuve masculine.

#### Groupe A
| Rang | Équipe   | Pts | J | G | N | P | Bp | Bc | Diff |  | Résultats (▼ dom., ► ext.) |  |     |     |     |
| ---- | -------- | --- | - | - | - | - | -- | -- | ---- |  | -------------------------- |  | --- | --- | --- |
| 1    | Paraguay | 7   | 3 | 2 | 1 | 0 | 5  | 2  | +3   |  | Paraguay                   |  | 0-0 | 2-1 | 3-1 |
| 2    | Colombie | 5   | 3 | 1 | 2 | 0 | 4  | 2  | +2   |  | Colombie                   |  |     | 2-2 | 2-0 |
| 3    | Mexique  | 4   | 3 | 1 | 1 | 1 | 5  | 4  | +1   |  | Mexique                    |  |     |     | 2-0 |
| 4    | Jamaïque | 0   | 3 | 0 | 0 | 3 | 1  | 7  | -6   |  | Jamaïque                   |  |     |     |     |

#### Groupe B
| Rang | Équipe     | Pts | J | G | N | P | Bp | Bc | Diff |  | Résultats (▼ dom., ► ext.) |  |     |     |     |
| ---- | ---------- | --- | - | - | - | - | -- | -- | ---- |  | -------------------------- |  | --- | --- | --- |
| 1    | Costa Rica | 7   | 3 | 2 | 1 | 0 | 6  | 2  | +4   |  | Costa Rica                 |  | 0-0 | 3-1 | 3-1 |
| 2    | Argentine  | 7   | 3 | 2 | 1 | 0 | 4  | 0  | +4   |  | Argentine                  |  |     | 1-0 | 3-0 |
| 3    | Panama     | 1   | 3 | 0 | 1 | 2 | 2  | 5  | -3   |  | Panama                     |  |     |     | 1-1 |
| 4    | Pérou      | 1   | 3 | 0 | 1 | 2 | 2  | 7  | -5   |  | Pérou                      |  |     |     |     |

### Matchs de classement

#### Match pour la5eplace
| Date   | Équipe 1 | Résultat | Équipe 2 |
| ------ | -------- | -------- | -------- |
| 6 août | Mexique  | 5-1      | Panama   |

#### Match pour la7eplace
| Date   | Équipe 1 | Résultat | Équipe 2 |
| ------ | -------- | -------- | -------- |
| 6 août | Jamaïque | 1-0      | Pérou    |

### Phase à élimination directe
|  | Demi-finales | Demi-finales |                        |       | Finale | Finale |
|  | Demi-finales | Demi-finales |                        |       | Finale | Finale |
|  |              |              |                        |       |        |        |
|  | 6 août       | 6 août       |                        |       | 9 août | 9 août |
|  | 6 août       | 6 août       |                        |       | 9 août | 9 août |
|  | Paraguay     | 0            |                        |       | 9 août | 9 août |
|  | Paraguay     | 0            |                        |       | 9 août | 9 août |
|  | Argentine    | 3            |                        |       | 9 août | 9 août |
|  | Argentine    | 3            | Argentine              | 1 (6) |        |        |
|  | 6 août       |              | Argentine              | 1 (6) |        |        |
|  |              | Colombie     | 1 (7)tab               |       |        |        |
|  | Costa Rica   | Colombie     | 1 (7)tab               | 3     |        |        |
|  | Costa Rica   |              |                        | 3     |        |        |
|  | Colombie     | 4ap          |                        |       |        |        |
|  | Colombie     | 4ap          | Match pour la 3e place |       |        |        |
|  |              |              |                        |       |        |        |
|  | 9 août       |              |                        |       |        |        |
|  |              |              |                        |       |        |        |
|  | Paraguay     | 0            |                        |       |        |        |
|  | Paraguay     | 0            |                        |       |        |        |
|  | Costa Rica   | 1            |                        |       |        |        |
|  | Costa Rica   | 1            |                        |       |        |        |

## Médaillés
| Épreuves         | Or | Argent | Bronze |
| ---------------- | --- | --- | --- |
| Tournoi masculin | Argentine Facundo Cambeses Juan Pablo Cozzani Leonel Mosevich Aaron Barquett Marcelo Herrera Joaquín Novillo Nicolás Demartini Facundo Medina Fausto Vera Santiago Colombatto Aníbal Moreno Agustín Urzi Lucas Necul Carlos Valenzuela Adolfo Gaich Nicolás González Ignacio Aliseda Sebastián Lomonaco | Honduras Alex Güity Enrique Facussé Cristopher Meléndez Elvin Oliva José Antonio García Ricky Zapata Elison Rivas Denil Maldonado Carlos Pineda Kervin Arriaga Rembrandt Flores José Pinto Jorge Álvarez José Reyes Kilmar Peña Aldo Fajardo Darixon Vuelto Douglas Martínez                       | Mexique José Hernández Kevin Álvarez Ismael Govea Johan Vásquez Aldo Cruz Eric Cantú Paolo Yrizar Oscar Macías José de Jesús Godínez Diego Abella Mauro Lainez Luis Malagón Ulises Cardona Pablo César López Francisco Venegas Joaquín Esquivel\| Marcel Ruiz Brayton Vázquez                                            |
| Tournoi féminin  | Colombie Catalina Pérez Stefany Castaño Michell Lugo Carolina Arias Daniela Arias Daniela Caracas Isabella Echeverri Natalia Gaitán Manuela Vanegas Jéssica Caro Daniela Montoya Diana Ospina Marcela Restrepo Leicy Santos Lady Andrade Mayra Ramírez Catalina Usme Oriánica Velásquez                 | Argentine Vanina Correa Solana Pereyra Agustina Barroso Aldana Cometti Virginia Gómez Adriana Sachs Eliana Stábile Gabriela Chávez Natalie Juncos Mariela Coronel Dalila Ippólito Miriam Mayorga Vanesa Santana Micaela Cabrera Mariana Larroquette Milagros Menéndez Yael Oviedo Yamila Rodríguez | Costa Rica Noelia Bermúdez Priscilla Tapia Lixy Rodríguez Carol Sánchez Daniela Cruz Fabiola Sánchez Gabriela Guillén María Paula Elizondo Stephannie Blanco Valeria del Campo Shirley Cruz Katherine Alvarado Raquel Rodríguez Gloriana Villalobos Mariana Benavides Priscila Chinchilla María Paula Salas Sofía Varela |